# El Pujol (Sant Martí Sarroca)
El Pujol és una masia al municipi de Sant Martí Sarroca (Alt Penedès) protegida com a bé cultural d'interès local. La història d'aquesta masia està relacionada amb el personatge de Sibil·la de Fortià, que s'hi va refugiar fugint del castell de Sant Martí.
Masia de planta baixa i pis amb teulada a dues vessants. Té el portal adovellat de mig punt i la finestra superior amb ampit, marcs i llinda de pedra motllurada. Les cantoneres són de pedra tallada i conserva alguns contraforts en la seva part posterior, així com edificis agrícoles annexes. Al costat de la masia antiga hi ha una nova casa tancada dins el baluard, conformant una unió d'edificis d'un cert mal gust. Té adossades restes d'una torre de planta circular.

## Història
1. 1 2  «El Pujol». Inventari del Patrimoni Arquitectònic de Catalunya.   Direcció General del Patrimoni Cultural de la Generalitat de Catalunya. [Consulta: 3 setembre 2015].